# Iglesia Presbiteriana de La Reforma de Colombia
La Iglesia Presbiteriana de La Reforma de Colombia (IPLRC) es una denominación protestante reformada, fundada en Colombia en 1996, por creyentes colombianos que se adhirieron al fe reformada. A partir de 2005, el grupo recibe ayuda de misioneros de la Iglesia Presbiteriana Ortodoxa.

## Historia
El presbiterianismo llegó a Colombia en 1855, con la llegada del Rev. Rvdo. Ramón Montsalvatge. Su obra dio origen a la Iglesia Presbiteriana de Colombia.
En 1996, un grupo de creyentes colombianos se adhirió a la doctrina presbiteriana. En lugar de fusionar las denominaciones presbiterianas existentes, prefirieron fundar una nueva denominación que se denominó Iglesia Presbiteriana de la Reforma de Colombia (IPRC). En 2005, el grupo encontró contacto con la Iglesia Presbiteriana Ortodoxa, en los Estados Unidos. La denominación estadounidense envió misioneros al país y pasó a ayudar a la nueva denominación colombiana.
A partir de 2020, la denominación comprende un total de 250 miembros, en 9 iglesias y congregaciones misioneras, repartidas en Sincelejo, Sapuyes, Pasto, Barranquilla , Bogotá y Tuquerres..

## Doctrina
La denominación se suscribe a la Confesión de Fe de Westminster, Catecismo Mayor de Westminster y Catecismo Menor de Westminster.

## Relaciones Intereclesiales
Desde 2015, la denominación ha tenido una relación de "relación correspondiente" con la Iglesia Presbiteriana Ortodoxa, una relación establecida entre denominaciones antes de la plena comunión.